# 게르하르트 히멜
게르하르트 히멜(독일어: Gerhard Himmel, 1965년 5월 12일~)은 독일의 전직 레슬링 선수이다. 1988년 하계 올림픽 남자 그레코로만형 헤비급에서 은메달을 획득했다.